# Zinapécuaro
Zinapécuaro är en kommunhuvudort i Mexiko.   Den ligger i kommunen Zinapécuaro och delstaten Michoacán de Ocampo, i den södra delen av landet, 180 km väster om huvudstaden Mexico City. Zinapécuaro ligger 1 886 meter över havet och antalet invånare är 14 931.
Terrängen runt Zinapécuaro är huvudsakligen kuperad, men västerut är den platt. Runt Zinapécuaro är det ganska tätbefolkat, med 93 invånare per kvadratkilometer. Zinapécuaro är det största samhället i trakten. I omgivningarna runt Zinapécuaro växer huvudsakligen savannskog.